# Малое Васильково (Калининградская область)
Ма́лое Василько́во (до 1938 года нем. Gut Neudamm, в 1938—1946 годах нем. Neudamm, Нойдамм) — посёлок в Гурьевском городском округе Калининградской области. Является административным центром Кутузовского сельского поселения. Население — 944 чел. (2011).

## География
Посёлок расположен неподалёку от северо-восточной границы Калининграда. Рядом проходит трасса А—190 Калининград—Гурьевск—Полесск (по ней ходят автобусы 101 и 103), а также дорога к посёлку Авангардное. Западнее посёлка протекает река Гурьевка, впадающая в пруд Чистый.

## История
До 1945 года Нойдамм входил в состав Восточной Пруссии, Германия. С 1945 года входил в состав РСФСР СССР. Ныне в составе России. В 1946 году переименован в Малое Васильково. Входил в состав Кёнигсбергского района, позднее вошёл в состав Гурьевского района.
С 1954 года по 2008 год относился к Большеисаковскому сельскому Совету. С 30 июня 2008 года стал административным центром образованного в ходе административной реформы в Российской Федерации Кутузовского сельского поселения.

## Население
| 2002 | 2010 | 2011 |
| ---- | ---- | ---- |
| 753  | ↗966 | ↘944 |

## Достопримечательности
Рядом с посёлком располагаются форт № 1А Грёбен и форт № 2 Бронзарт.